# Irina Pantajeva
Irina Pantajeva (russisk: Ирина Владленовна Пантаева tr. Irina Vladlenovna Pantajeva ; født 31. oktober 1967) er en russisk model og skuespillerinde fra den etniske minoritetsgruppe Burjater.
Irina fik sit første store engagement i begyndelsen af 1990'erne, hvor hun arbejde for Karl Lagerfeld i Chanel, herefter arbejdede hun som Haute couture-model for designere som Christian Dior, Gianni Versace og Vivienne Westwood. Irina var flere gange forsigepige for Vogue og i 1998 den første asiatiske model i Sports Illustrated Swimsuit Edition..
I 1998 udgav hun sin selvbiografi Siberian Dream (Sibiriske drømme), som resulterede i en dokumentarfilm ved samme navn og som blev hædret med en Cine Golden Eagle Award. Hun medvirkede derefter i en række film og tv-serier. Iblandt Mortal Kombat: Annihilation, Celebrity, Zoolander, People I Know.
Irina Pantajeva er gift med den lettiske fotograf Roland Levin, som hun mødte i 1988 i Moskva. Sammen har de to sønner, Ruslan (1989) og Solongo (2003).  I dag har hun sit eget smykke-design i New York City som går under navnet, Irina.